# 余洪耀
余洪耀（1953年—），浙江人，中华人民共和国政治人物、外交官。
2007年，接替高树茂，担任驻蒙古大使。2011年，由王小龙接任。2011年10月至2013年12月接替楊秀萍出任駐馬爾代夫大使。